# 空知郡
- 令制国一覧 > 北海道 (令制) > 石狩国 > 空知郡
- 日本 > 北海道 > 空知総合振興局・上川総合振興局 > 空知郡

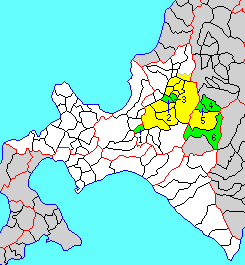
北海道空知郡の位置（1.南幌町 2.奈井江町 3.上砂川町 4.上富良野町 5.中富良野町 6.南富良野町 黄：明治期）

空知郡（そらちぐん）は、北海道（石狩国）空知総合振興局・上川総合振興局の郡。
人口31,220人、面積1,220.82km²、人口密度25.6人/km²。（2025年6月30日、住民基本台帳人口）
以下の6町を含む。
空知管内
- 南幌町（なんぽろちょう）
- 奈井江町（ないえちょう）
- 上砂川町（かみすながわちょう）

上川管内
- 上富良野町（かみふらのちょう）
- 中富良野町（なかふらのちょう）
- 南富良野町（みなみふらのちょう）

## 郡域
1879年（明治12年）に行政区画として発足した当時の郡域は、上記6町のほか、岩見沢市・美唄市・芦別市・赤平市・三笠市・滝川市・砂川市・歌志内市・富良野市および深川市の一部（概ね石狩川以南。旧：音江村域）にあたる。石狩国で最も面積の大きい郡であった。

## 歴史

### 郡発足までの沿革
江戸時代の空知郡域は西蝦夷地に属し松前藩領となっていた。江戸時代後期になると、国防上の理由から文化4年空知郡域は天領とされたが、文政4年には一旦松前藩領に復した。安政2年再び天領（庄内藩警固地）となった後、石狩役所の荒井金助によって石狩炭田が発見される。戊辰戦争（箱館戦争）終結直後の1869年、大宝律令の国郡里制に倣い空知郡が置かれた。

### 郡発足以降の沿革
- 明治2年

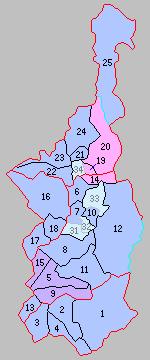
空知管内
北海道一・二級町村制施行時の空知郡の町村（5.岩見沢村 6.滝川村 7.砂川村 8.沼貝村 9.栗沢村 10.歌志内村 11.三笠山村 12.芦別村 13.幌向村 14.音江村 15.北村 紫：岩見沢市 桃：深川市 青：区域が発足時と同じ町村および合併を経ていない町村 水色：分立して現存する町村 31.奈井江村 32.上砂川村 33.赤平村）

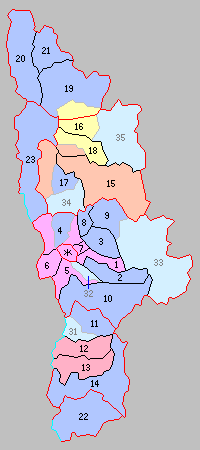
上川管内
北海道一・二級町村制施行時の空知郡の町村（11.上富良野村 12.下富良野村 13.山部村 14.南富良野村 赤：富良野市 青：区域が発足時と同じ町村および合併を経ていない町村 水色：分立して現存する町村 31.中富良野村）

  - 8月15日（1869年9月20日） - 北海道で国郡里制が施行され、石狩国および空知郡が設置される。開拓使が管轄。
  - 10月9日（1869年11月12日） - 一部の区域が伊達邦直・伊達宗広の領地となる。境界線は未定（北海道の分領支配）。
  - 11月14日（1869年12月16日） - 一部の区域が亘理胤元の領地となる。境界線は未定（同上）。
- 明治4年8月20日（1871年10月4日） - 廃藩置県により再び開拓使の管轄となる。
- 明治5年
  - 4月9日（1872年5月15日） - 全国一律に戸長・副戸長を設置（大区小区制）。
  - 10月10日（1872年11月10日） - 4月に設置された区を大区と改称し、その下に旧来の町村をいくつかまとめて小区を設置（大区小区制）。
- 明治9年（1876年）9月 - 従来開拓使において随意定めた大小区画を廃し、新たに全道を30の大区に分ち、大区の下に166の小区を設けた。

- 第2大区
  - 3小区

- 明治12年（1879年）7月23日 - 郡区町村編制法の北海道での施行により、行政区画としての空知郡が発足。
- 明治13年（1880年）3月 - 石狩郡外七郡役所（石狩厚田浜益上川樺戸雨竜空知夕張郡役所）の管轄となる。
- 明治15年（1882年）2月8日 - 廃使置県により札幌県の管轄となる。同年市来知村を設置。
- 明治16年（1883年） - 幌内村、幌向村を設置。
- 明治17年（1884年）4月 - 札幌郡外五郡役所（札幌夕張空知樺戸雨竜上川郡役所）の管轄となる。同年岩見沢村開村。
- 明治19年（1886年）1月26日 - 廃県置庁により北海道庁札幌本庁の管轄となる。
- 明治22年（1889年）1月 - 空知夕張郡役所の管轄となる。同年幾春別村設置。
- 明治23年（1890年） - 奈江村、沼貝村、滝川村を設置。
- 明治24年（1891年）3月 - 札幌郡外九郡役所（札幌石狩厚田浜益千歳空知夕張樺戸雨竜上川郡役所）の管轄となる。
- 明治25年（1892年） - 栗沢村を設置。
- 明治29年（1896年）6月 - 空知郡外四郡役所（空知夕張雨竜樺戸上川郡役所）の管轄となる。
- 明治30年（1897年）- 富良野村創立。
  - 7月 - 空知郡外三郡役所（空知夕張雨竜樺戸郡役所）の管轄となる。
  - 7月1日 - 奈江村から歌志内村が分離して成立。
  - 11月5日 - 郡役所が廃止され、空知支庁の管轄となる。
- 明治32年（1899年）- 音江村を設置。
  - 5月20日 - 富良野村戸長役場が上川支庁の管轄となる。
- 明治33年（1900年） - 歌志内村から芦別村、岩見沢村から北村がそれぞれ分離して成立。
  - 7月1日 - 北海道一級町村制の施行により、岩見沢村の一部（北村を除く）の区域をもって岩見沢村（一級村）が発足。（1村）
- 明治35年（1902年）4月1日 - 北海道二級町村制の施行により、奈江村（二級村、単独村制）が発足。（2村）
- 明治36年（1903年）- 富良野村から下富良野村が分離して成立。富良野村は上富良野村と改称。
  - 8月23日 - 奈江村が改称して砂川村となる。（2村）
- 明治39年（1906年）
  - 2月1日 - 岩見沢村が町制を施行して岩見沢町（一級町）となる。（1町1村）
  - 4月1日 - 北海道二級町村制の施行により、下記の町村が発足。（1町8村）
    - 沼貝村（二級村） ← 沼貝村、市来知村［一部］
    - 三笠山村（二級村） ← 市来知村［一部］、幌内村、幾春別村
    - 滝川村、歌志内村、芦別村、栗沢村、上富良野村（それぞれ二級村、単独村制）
- 明治40年（1907年）4月1日 - 砂川村が北海道一級町村制を施行。（1町8村）
- 明治41年（1908年）- 南富良野村が下富良野村から分離して成立。
- 明治42年（1909年）4月1日（1町11村）
  - 北海道二級町村制の施行により、音江村、幌向村（それぞれ二級村、単独村制）が発足。
  - 滝川村の一部が分立して江部乙村（二級村）が発足。
  - 沼貝村・滝川村・栗沢村が北海道一級町村制を施行。
- 明治43年（1910年）11月4日 - 滝川村が北海道一級町村制・町制を施行して滝川町となる。（2町10村）
- 大正4年（1915年）- 下富良野村から山部村が分離して成立。
  - 4月1日 - 北海道二級町村制施行に伴い、下富良野村（二級村、単独村制）が発足。
  - 江部乙村が北海道一級町村制を施行。（2町11村）
- 大正6年（1917年）4月1日 - 上富良野村の一部（字中富良野）が分立して中富良野村（二級村）が発足。（2町12村）
- 大正8年（1919年）4月1日（3町14村）
  - 北海道二級町村制施行に伴い、北村、山部村、南富良野村（それぞれ二級村、単独村制）が発足。
  - 下富良野村が町制施行・改称して富良野町（二級町）となる。
  - 歌志内村・上富良野村が北海道一級町村制を施行。
- 大正10年（1921年）4月1日 - 富良野町が北海道一級町村制を施行。（3町14村）
- 大正11年（1922年）4月1日 - 歌志内村の一部が分立して赤平村（二級村）が発足。（3町15村）
- 大正12年（1923年）
  - 4月1日 - 三笠山村・芦別村・中富良野村が一級村に移行。（3町15村）
  - 6月15日 - 砂川村が北海道一級町村制・町制施行して砂川町となる。（4町14村）
- 大正14年（1925年）6月1日 - 沼貝村が北海道一級町村制・町制施行して沼貝町となる。（5町13村）
- 大正15年（1926年）6月1日 - 沼貝町が改称して美唄町となる。（5町13村）
- 昭和4年（1929年）4月1日 - 赤平村が北海道一級町村制を施行。（5町13村）
- 昭和15年（1940年）4月1日（6町13村）
  - 山部村の一部（字西達布）が分立して東山村（二級村）が発足。
  - 歌志内村が北海道一級町村制・町制施行して歌志内町となる。
- 昭和16年（1941年）4月1日 - 芦別村が北海道一級町村制・町制施行して芦別町となる。（7町12村）
- 昭和17年（1942年）9月1日 - 三笠山村が北海道一級町村制・町制施行・改称して三笠町となる。（8町11村）
- 昭和18年（1943年）
  - 2月11日 - 赤平村が北海道一級町村制・町制施行して赤平町となる。（9町10村）
  - 4月1日 - 岩見沢町が市制施行して岩見沢市となり、郡より離脱。（8町10村）
- 昭和18年（1943年）6月1日 - 北海道一・二級町村制が廃止され、北海道で町村制を施行。二級町村は指定町村となる。
- 昭和19年（1944年）4月1日 - 砂川町の一部（字奈井江町および奈井江・東奈井江の各一部）が分立して奈井江村が発足。（8町11村）
- 昭和21年（1946年）10月5日 - 指定町村を廃止。
- 昭和22年（1947年）5月3日 - 地方自治法の施行により北海道空知支庁・上川支庁の管轄となる。
- 昭和24年（1949年）
  - 1月1日 - 砂川町の一部（字上砂川町・上砂川および東奈井江・鶉の各一部）・歌志内町の一部（字西山の一部）が分立して上砂川町が発足。（9町11村）
  - 4月1日 - 栗沢村が町制施行して栗沢町となる。（10町10村）
- 昭和25年（1950年）
  - 4月1日 - 美唄町が市制施行して美唄市となり、郡より離脱。（9町10村）
  - 9月1日 - 奈井江村が町制施行して奈井江町となる。（10町9村）
- 昭和26年（1951年）8月1日 - 上富良野村が町制施行して上富良野町となる。（11町8村）
- 昭和27年（1952年）5月5日 - 江部乙村が町制施行して江部乙町となる。（12町7村）
- 昭和28年（1953年）4月1日 - 芦別町が市制施行して芦別市となり、郡より離脱。（11町7村）
- 昭和29年（1954年）7月1日 - 赤平町が市制施行して赤平市となり、郡より離脱。（10町7村）
- 昭和31年（1956年）9月30日 - 富良野町・東山村が合併し、改めて富良野町が発足。（10町6村）
- 昭和32年（1957年）4月1日 - 三笠町が市制施行して三笠市となり、郡より離脱。（9町6村）
- 昭和33年（1958年）7月1日 - 滝川町・砂川町・歌志内町がそれぞれ市制施行して滝川市・砂川市・歌志内市となり、郡より離脱。（6町6村）
- 昭和37年（1962年）5月1日 - 幌向村が改称のち町制施行して南幌町となる。（7町5村）
- 昭和38年（1963年）5月1日 - 音江村および雨竜郡深川町・一已村・納内村が合併して深川市が発足し、郡より離脱。（7町4村）
- 昭和39年（1964年）5月1日 - 中富良野村が町制施行して中富良野町となる。（8町3村）
- 昭和40年（1965年）1月1日 - 山部村が町制施行して山部町となる。（9町2村）
- 昭和41年（1966年）5月1日 - 富良野町・山部町が合併して富良野市が発足し、郡より離脱。（7町2村）
- 昭和42年（1967年）4月1日 - 南富良野村が町制施行して南富良野町となる。（8町1村）
- 昭和43年（1968年）4月1日 - 南幌町（みなみほろちょう）が改称して南幌町（なんぽろちょう）となる。
- 昭和46年（1971年）4月1日 - 滝川市・江部乙町が合併し、改めて滝川市が発足、郡より離脱。（7町1村）
- 平成18年（2006年）3月27日 - 栗沢町・北村が岩見沢市に編入。（6町）
- 平成22年（2010年）4月1日 - 空知支庁・上川支庁がそれぞれ廃止され、空知総合振興局・上川総合振興局の管轄となる。